# Movimento cultural

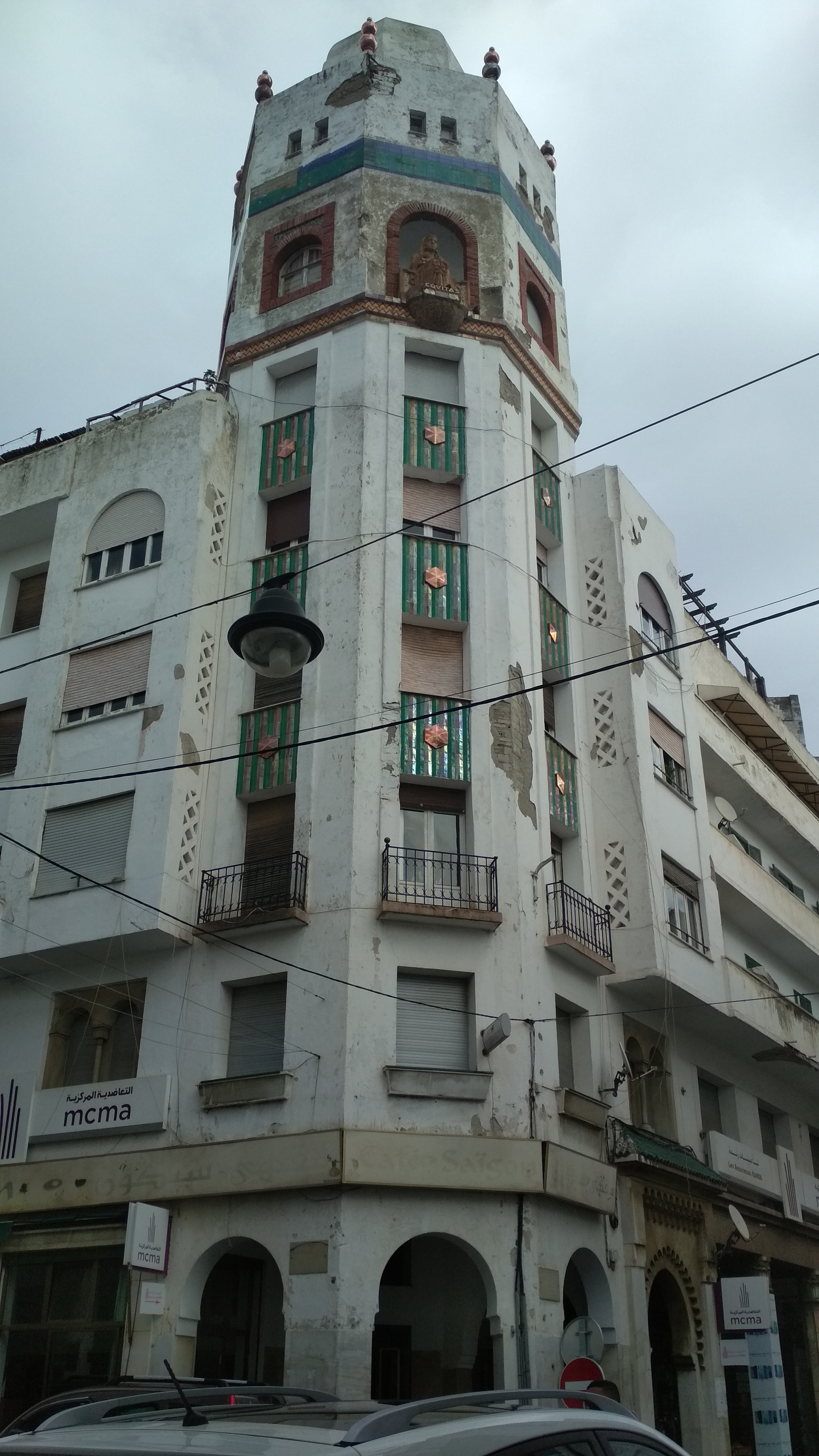
Edificação monumental histórica.

Um movimento cultural é uma mudança na maneira como várias disciplinas abordam seu trabalho. Isso incorpora todas as formas de arte, as ciências e filosofias. Historicamente, diferentes nações ou regiões do mundo passaram por sua própria sequência independente de movimentos na cultura, mas à medida que as comunicações mundiais aceleraram, essa distinção geográfica tornou-se menos distinta. Quando os movimentos culturais passam por revoluções de um para o outro, os gêneros tendem a ser atacados e misturados, e muitas vezes novos gêneros são gerados e os antigos desaparecem. Essas mudanças geralmente são reações contra a forma cultural anterior, que normalmente se tornou obsoleta e repetitiva. Uma obsessão emerge entre o mainstream com o novo movimento, e o antigo cai no esquecimento – às vezes ele desaparece completamente, mas muitas vezes ele segue favorecido em algumas disciplinas e ocasionalmente reaparece (às vezes prefixado com "neo-").
Há uma discussão contínua sobre a definição precisa de cada um desses períodos, e um historiador pode agrupá-los de maneira diferente ou escolher nomes ou descrições diferentes. Além disso, embora em muitos casos a mudança popular de um para o outro possa ser rápida e repentina, o início e o fim dos movimentos são um tanto subjetivos, pois os movimentos não surgiram do nada e não vieram a um fim abrupto e perder o suporte total, como seria sugerido por um intervalo de datas. Assim, o uso do termo "período" é um tanto enganoso. "Período" também sugere uma linearidade de desenvolvimento, ao passo que não é incomum que duas ou mais abordagens culturais distintas estejam ativas ao mesmo tempo. Os historiadores serão capazes de encontrar traços distintivos de um movimento cultural antes de seu início aceito, e sempre haverá novas criações em formas antigas. Portanto, pode ser mais útil pensar em termos de "movimentos" amplos que têm começos e finais ásperos. No entanto, para uma perspectiva histórica, alguns intervalos de datas aproximados serão fornecidos para cada um para indicar a "altura" ou período de tempo aceito do movimento.
Este artigo atual abrange movimentos culturais ocidentais, notadamente europeus e americanos. No entanto, eles foram acompanhados por movimentos culturais no Oriente e em outros lugares. No final do século XX e início do século XXI na Tailândia, por exemplo, houve uma mudança cultural dos valores sociais e políticos ocidentais para japoneses e chineses. Além disso, essa cultura revigorou os conceitos monárquicos para acomodar as mudanças de estado da ideologia ocidental em relação à democracia e às monarquias.

## Movimentos culturais
- Greco-romana
  - A cultura grega marcou um afastamento das outras culturas mediterrâneas que a precederam e cercaram. Os romanos adotaram estilos gregos e outros e espalharam o resultado por toda a Europa e Oriente Médio. Juntos, o pensamento grego e romano em filosofia, religião, ciência, história e todas as formas de pensamento podem ser vistos como um alicerce central da cultura ocidental e, portanto, são chamados de "período clássico" por alguns. Outros podem dividi-lo no período helenístico e no período romano, ou podem escolher outras divisões mais refinadas.

Veja: Arquitetura clássica — Escultura clássica — Arquitetura grega — Arquitetura helenística — Jônica — Dórica — Coríntia — Estoicismo — Cinismo — Epicurista — Arquitetura romana — Cristãos primitivos — Neoplatonismo
- Românico (séculos XI e XII)
  - Um estilo (especialmente arquitetônico) semelhante em forma e materiais aos estilos romanos. O românico parece ser o primeiro estilo pan-europeu desde a arquitetura imperial romana e exemplos são encontrados em todas as partes do continente.

Veja: arquitetura românica - arte otoniana
- Gótico (meados do século XII até meados do século XV)

Veja: Arquitetura gótica — canto gregoriano — neoplatonismo
- Nominalismo
  - Rejeita o realismo platônico como requisito para pensar e falar em termos gerais.
- Humanismo (século XVI)
- Renascimento
  - O uso de luz, sombra e perspectiva para representar a vida com mais precisão. Por causa de quão fundamentalmente essas ideias foram sentidas para alterar tanto da vida, alguns se referiram a ela como a "Idade de Ouro". Na realidade, foi menos uma "Era" e mais um movimento na filosofia popular, ciência e pensamento que se espalhou pela Europa (e provavelmente outras partes do mundo), ao longo do tempo, e afetou diferentes aspectos da cultura em diferentes pontos no tempo. Muito grosseiramente, os seguintes períodos podem ser tomados como indicativos de focos de lugar/tempo do Renascimento: Renascimento italiano 1450-1550. Renascimento espanhol 1550-1587. Renascimento inglês 1588-1629.
  - Veja também: Renascimento em Portugal
- Reforma Protestante
  - A Reforma Protestante, muitas vezes referida simplesmente como a Reforma, foi um cisma da Igreja Católica Romana iniciada por Martinho Lutero, João Calvino, Ulrico Zuínglio e outros primeiros reformadores protestantes na Europa do século XVI.
- Maneirismo
  - Movimento anticlassicista que buscava enfatizar o sentimento do próprio artista.
  - Veja: Maneirismo/Arte — Maneirismo no Brasil — Maneirismo em Portugal
- Barroco
  - Enfatiza o poder e a autoridade, caracterizados por detalhes intrincados e sem a "angústia perturbadora" do maneirismo. Essencialmente é classicismo exagerado para promover e glorificar a Igreja e o Estado. Ocupado com noções de infinito.
  - Veja: Arte barroca — Música barroca — Barroco no Brasil — Barroco em Portugal
- Rococó
- Neoclássico (séculos XVII-XIX)
  - Movimento severo e sem emoção, lembrando o estilo romano e grego ("clássico"), reagindo contra o estilo rococó exagerado e o estilo barroco emocional. Estimulou o renascimento do pensamento clássico e teve efeitos especialmente profundos na ciência e na política. Também teve influência direta na arte acadêmica do século XIX. Começando no início do século XVII com o pensamento cartesiano (ver René Descartes), esse movimento forneceu estruturas filosóficas para as ciências naturais, procurou determinar os princípios do conhecimento rejeitando todas as coisas que anteriormente se acreditava serem conhecidas sobre o mundo. No classicismo renascentista, são feitas tentativas de recriar as formas de arte clássicas - tragédia, comédia e farsa.
  - Veja também: Classicismo de Weimar — Neoclassicismo no Brasil — Neoclassicismo em Portugal
- Idade da iluminação (1688-1789): Razão (racionalismo) vista como o ideal.
  - Veja também: Iluminismo
- Romantismo (1770-1830)
  - Começou na Alemanha e se espalhou pela Inglaterra e França como uma reação contra o Neoclassicismo e contra o Iluminismo. A noção de "gênio popular", ou uma capacidade inata e intuitiva de fazer coisas magníficas, é um princípio fundamental do movimento romântico. Nostalgia do passado primitivo em detrimento do presente cientificamente pensado. Heróis românticos, exemplificados por Napoleão, são populares. O fascínio pelo passado leva a uma ressurreição do interesse pelo período gótico. Na verdade, não substituiu o movimento neoclássico, mas forneceu um contrapeso; muitos artistas buscaram unir os dois estilos em suas obras.
  - Veja: Simbolismo — Simbolismo no Brasil
- Realismo (1830–1905)
  - Introduzido pela Revolução Industrial e pelo crescente nacionalismo no mundo. Começou na França. Tenta retratar a fala e os maneirismos das pessoas comuns na vida cotidiana. Tende a se concentrar nos problemas sociais e domésticos da classe média. As peças de Henrik Ibsen são um exemplo. O naturalismo evoluiu do realismo, seguindo-o brevemente na arte e mais duradouramente no teatro, cinema e literatura. O impressionismo, baseado em conhecimentos e descobertas 'científicas', diz respeito à observação objetiva da natureza e da realidade.
  - Veja: Pós-impressionismo — Neo-impressionismo — Pontilhismo — Pré-Rafaelita — Realismo no Brasil
- Art Nouveau (1880-1905)
  - Arte decorativa e simbólica
  - Veja: Transcendentalismo
- Modernismo (1880-1965)
  - Também conhecido como o movimento de vanguarda. Originado no século XIX com o Simbolismo, o movimento Modernista compôs-se de uma ampla gama de 'ismos' que se opunham ao Realismo e buscavam os fundamentos subjacentes da arte e da filosofia. A era do jazz e a de Hollywood surgem e vivem seu apogeu.
  - Veja: Fauvismo — Cubismo — Futurismo — Suprematismo — Dada — Construtivismo — Surrealismo — Expressionismo — Existencialismo — Op art — Art Déco — Bauhaus — Neoplasticismo — Precisionismo — Expressionismo abstrato — Novo realismo — Color Field — Happening — Fluxus — Hard-edge — Pop art —Fotorrealismo — Minimalismo — Pós-minimalismo — Abstração lírica — Situacionismo — Modernismo no Brasil — Modernismo em Portugal
- Pós-modernismo (desde c.1965)
  - Uma reação ao modernismo, de certa forma, o pós-modernismo descarta em grande parte a noção de que os artistas devem buscar fundamentos puros, muitas vezes questionando se tais fundamentos existem – ou sugerindo que, se existirem, podem ser irrelevantes. É exemplificado por movimentos como o desconstrutivismo, arte conceitual, etc.
  - Veja: Filosofia pós-moderna – Música pós-moderna – Arte pós-moderna
- Pós-pós-modernismo (desde c.1990)